# Guerrero Chimalli
Guerrero Chimalli es una escultura de acero al aire libre de Enrique «Sebastián» Carbajal, instalada sobre la Avenida Bordo de Xochiaca, en Chimalhuacán, Estado de México. Es una obra de arte de 60 metros que representa a un guerrero indígena mexicano que sostiene un Chimalli (un tipo de escudo) y una maza. El zócalo sirve como museo y la escultura como plataforma de observación.

## Historia y descripción

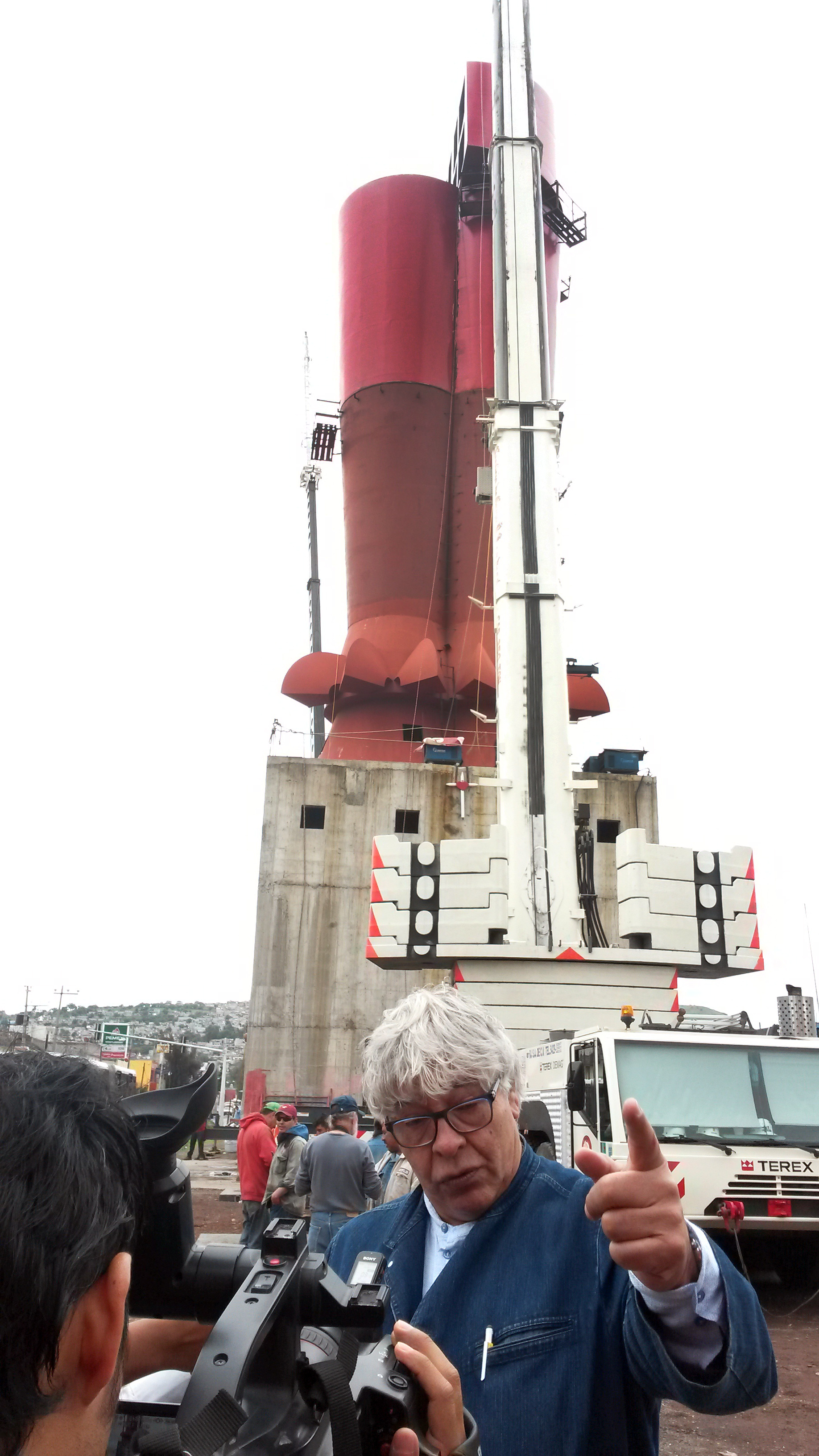
Sebastián supervisando la instalación en junio de 2014.

La escultura de Guerrero Chimalli es un guerrero azteca rojo de 50 metros de altura que sostiene un Chimalli y una maza. Fue creado por Enrique «Sebastián» Carbajal. La escultura en sí pesa alrededor de 600 toneladas métricas (590 toneladas largas; 660 toneladas cortas), pero el zócalo de hormigón (que tiene 10 m de alto) y los 65 pilotes que los sostienen aumentan la altura a 60 m y el peso a 870 t (860 toneladas largas; 960 toneladas cortas). Por su altura y colorido, la escultura se puede ver en todo Chimalhuacán y zonas aledañas.
Su construcción se inició durante la administración municipal 2009-2012. Está compuesto por 33 piezas de acero soldado pintado con pintura de poliuretano roja. La obra de arte costó US $ 2,4 millones (que serían $ 3 millones en 2021, considerando la inflación). Adicionalmente, el gobierno remodeló la franja mediana donde se ubica; agregaron una fuente, puentes y árboles. Estas obras adicionales costaron $1,4 millones ($2 millones en 2021).
La escultura fue inaugurada el 13 de diciembre de 2014. Fue dedicado a los tenochcas que defendieron Tenochtitlan durante el Sitio de Tenochtitlan. La escultura tiene una plataforma de observación en su brazo. Tiene 40 m de largo, 2,4 m de alto y está conectada a la base con una escalera compuesta por 250 escalones y un ascensor.
Sebastián calificó su obra como «un coloso excepcional, atractivo y emotivo» cuyo propósito es «fomentar el espíritu, comprender lo que somos y proceder como sociedad con una mentalidad moderna y universal».

## Recepción
Como la mayoría de las obras de Sebastián, Guerrero Chimalli recibió reacciones mixtas al estilo del artista. Además recibió críticas por su costo ya que la mitad de la población del municipio vive en algún grado de pobreza. Según Sebastián, la inversión más cara fueron las grúas que colocaron cada pieza. También recibió comparaciones con Mazinger Z, Ultraman, Godzilla y Transformers. Gil Gamés escribió para El Financiero: «Usted lo ve de lejos y el guerrero es feo, pero si se acerca es sencillamente horrendo. Una cosa horrenda de 35 millones de pesos. Muchas veces así es el arte, una visión misteriosa en una cuenta bancaria». Sebastián comparó las críticas que recibió la escultura con opiniones similares que experimentó la Torre Eiffel cuando fue inaugurada.